# Andreas Barckow
Andreas Barckow (* 1966 in Oldenburg i.O.) ist ein deutscher Ökonom und Rechnungsleger. Er ist Präsident des Deutschen Rechnungslegungs Standards Committee (DRSC) und Honorarprofessor an der WHU - Otto Beisheim School of Management in Vallendar.

## Leben
Barckow absolvierte von 1986 bis 1989 eine Banklehre bei der BfG Bank in Oldenburg, die er als Bankkaufmann abschloss. Anschließend studierte er von 1989 bis 1995 Betriebswirtschaft an der Universität Paderborn mit einem Auslandsaufenthalt an der Monash University, Melbourne (Australien). Dieses Studium schloss er als Diplom-Kaufmann ab.
Von 1995 bis 2000 arbeitete Barckow zunächst als wissenschaftliche Hilfskraft und dann als wissenschaftlicher Mitarbeiter am Lehrstuhl für Externe Rechnungslegung sowie am Lehrstuhl für Statistik, Ökonometrie und Entscheidungstheorie an der Universität Paderborn. 2003 wurde er an der Universität Paderborn zum Dr. rer. pol. promoviert. Von 2000 bis 2001 war er Fachreferent für Bilanzierungsfragen bei der DG Bank Aktiengesellschaft in Frankfurt, bevor er von 2001 bis 2015 als Professional Practice Director Accounting bei Deloitte in Frankfurt arbeitete. Bei Deloitte wurde er Leiter des deutschen IFRS Centre of Excellence und war ab 2009 auch Mitglied im Deloitte Global IFRS Leadership Team.
Im Februar 2015 verließ Barckow Deloitte und wurde als Nachfolger von Liesel Knorr Präsident des Deutschen Rechnungslegungs Standards Committee (DRSC).
Barckow war von 2000 bis 2009 Lehrbeauftragter und von 2009 bis 2015 Honorarprofessor an der Justus-Liebig-Universität Gießen. Seit 2016 ist er Honorarprofessur an der WHU - Otto Beisheim School of Management.
Am 12. November 2020 kündigte die International Financial Reporting Standards Foundation an, dass Barckow ab Juli 2020 neuer Vorsitzender des International Accounting Standards Board (IASB) wird.

## Funktionen in Gremien der Rechnungslegung
- 2004–2007 Mitglied des Rechnungslegungs Interpretations Committee (RIC)
- 2007–2011 Mitglied des Standardisierungsrats[3]
- seit 2011 Mitglied des IFRS-Fachausschusses
- 2013–2017 Mitglied[4] und 2017[5] bis September 2020[6] stellvertretender Präsident des Boards der European Financial Reporting Advisory Group (EFRAG)
- seit 2019 Mitglied im IFRS Advisory Council (IFRS AC) der International Financial Reporting Standards Foundation[7]
- seit 2013 Mitglied im Arbeitskreis Externe Unternehmensrechnung sowie inzwischen auch Mitglied in verschiedenen anderen Arbeitskreisen der Schmalenbach-Gesellschaft